# Мухин, Александр Ефремович
Александр Ефремович Му́хин (8 (20) октября 1805, Москва — 26 октября (7 ноября) 1861, там же) — русский писатель, автор книги «Повести Александра Мухина», чиновник по особым поручениям при директоре московских театров, отставной штабс-капитан.

## Биография
Из потомственных дворян (15 ноября 1819 года внесён вместе с родителями в VI часть дворянской родословной книги Московской губернии). Родился 8 (20) октября 1805 в Москве в здании Голицынской больницы, в которой жил и работал главным врачом его отец Ефрем Осипович Мухин. Мать — Надежда Осиповна, в девичестве Москвина (1768—9 (21) марта 1830 «от чахотки»), дочь крупного московского суконного и шёлкового фабриканта, купца 1-й гильдии Осипа Яковлевича Москвина. Крещён 9 (21) октября 1805 в церкви Димитрия Царевича в Голицынской больнице. Восприемницей при крещении была родная сестра матери — Елизавета Осиповна Баташева (в девичестве Москвина) — жена известного промышленника И. Р. Баташева. 2 сентября 1818 года подал прошение в Императорский Московский университет, в котором написал: «Родом я из дворян, сын статского советника, профессора Московского университета и кавалера Ефрема Осиповича Мухина, уроженец московский, от роду себе имею 13 лет, обучался в университетском благородном пансионе российскому, латинскому, немецкому и французскому языкам, Закону Божию, истории, географии, арифметике, алгебре и физике; ныне желаю продолжить учение мое в сем университете в звании студента». Получил свидетельство на звание действительного студента 5 июля 1821 года. В августе 1821 года своекоштный студент А. Е. Мухин подал прошение, в котором сказано: «По окончании мною трёхгодичного курса учения по Словесному отделению, получил я из Совета Университета свидетельство на звание действительного студента; ныне же желаю вступить в военную службу, уволив меня от университета, снабдить надлежащим аттестатом». Определением правления Московского университета от 1 сентября 1821 года решено «своекоштного студента Александра Мухина, желающего поступить в военную службу, уволив из университета, выдать ему аттестат…». Аттестат об окончании университетского курса по Отделению словесных наук он получил 9 сентября 1821 года.
В процессе прохождения военной службы в 1820-е годы, будучи поручиком, исполнял должность адъютанта начальника 18-й дивизии. Дослужился до звания штабс-капитан.
С 1842 по 1850 год служил чиновником по особым поручениям при дирекции московских театров.
Писатель. Автор книги «Повести Александра Мухина» (М., 1836). В библиотеке А. С. Пушкина сохранился экземпляр этой книги с дарительной надписью: «Александру Сергеевичу Пушкину от Сочинителя. Москва, 16 декабря». Во второй половине декабря 1836 года П. В. Нащокин писал Пушкину:

«Посылаю тебе повести Мухина — от самого автора. — Я их читал — они мне очень понравились — в них много чувства — а автора в них совсем нет. Сделай милость — к собственным их достоинствам прибавь словечко. Ему нужно, он человек не богатый — семейный — ему нужны деньги, — а повести право очень хороши.»— Полное собрание сочинений А. С. Пушкина: В 17 т. Том 16 (переписка 1835—1837). — М., 1949. — С. 212.
Дружил с историком М. П. Погодиным. Был знаком с В. Г. Белинским, а также с Л. Н. Толстым, который любил ходить в гости к генерал-майору И. М. Канивальскому (1790—17 (29) мая 1856), мужу родной сестры А. Е. Мухина Марии Ефремовны Мухиной, в замужестве Канивальской (18 (30) апреля 1807—28 апреля (10 мая) 1884). Канивальские проживали в собственном доме на Остоженке (дом не сохранился, на его месте — огромный доходный дом 1915 года: ул. Остоженка, д. 5).
За А. Е. Мухиным состояли следующие населённые пункты: с. Фошня Мосальского уезда Калужской губернии, сёла Златоустово и Куршево с деревнями в Гжатском уезде Смоленской губернии.
После смерти отца 31 января (12 февраля) 1850 года являлся опекуном над осиротевшими малолетними братом и сёстрами от второго брака отца: Ефремом Ефремовичем Мухиным (27 августа (8 сентября) 1838—12 (24) января 1896), Ольгой Ефремовной Мухиной (17 (29) июня 1837—30 марта (11 апреля) 1884), Анной Ефремовной Мухиной (2 (14) ноября 1839—не ранее 1896).
А. Е. Мухин скончался от рака 26 октября (7 ноября) 1861 года в квартире своей племянницы Канивальской (Елизаветы или Александры) «в доме госпожи Апухтиной» в приходе Покровской церкви в Левшине Пречистенского сорока г. Москвы. Погребение совершал священник Власьевской церкви Пречистенского сорока Иван Иванович Побединский с причтом Покровской церкви. Похоронен 29 октября (10 ноября) 1861 года на Ваганьковском кладбище в Москве. На 2015 год могила не найдена.

## Семья
Жена — Александра Ивановна, в девичестве Дорохова (~1811—21 декабря 1875 (2 января 1876)), дочь от первого брака героя Отечественной войны 1812 года генерала И. С. Дорохова.
Дети:
- Иван (12 (24) декабря 1831—не ранее 1875), полковник, «состоящий при Главном управлении военно-учебных заведений и по гвардейской конной артиллерии».
- Надежда (~1831—не ранее 1874)
- Екатерина (~1835—28 июля (9 августа) 1856); похоронена в Москве, на Ваганьковском кладбище, рядом с родителями.
- Елизавета (~1837—22 июня (4 июля) 1854); похоронена в Москве, на Ваганьковском кладбище, рядом с родителями.
- Владимир (~1840—между июлем 1865 и сентябрём 1875), коллежский асессор
- Александр (?—19 (31) октября 1863); похоронен в Москве, на Ваганьковском кладбище, рядом с родителями.

## Список произведений
- Мухин, А. Е. Молитвенник; Графиня Зиновия; Танцовщица : Повести Александра Мухина. — М. : тип. Августа Семена, 1836. — 319 с.